# عيد إسلامي
أعياد المُسلمين في الإسلام يوجد عيدان، عيد الفطر الذي يلي شهر رمضان وعيد الأضحى الذي يقع في العاشر من شهر ذي الحجة الهجري والذي يتبع وقفة المسلمين الحجاج الواقفين على جبل عرفات، يبدأ كل عيد بصلاة العيد وهي سنة مؤكدة يكون وقتها بعد شروق الشمس.
موعد العيد الإسلامي يختلف في كل سنة شمسية (يبكر ب11 يوما)، لأن التقويم الميلادي يعتمد على تتابع دوران الأرض حول الشمس (3651⁄4 يوما), بينما يعتمد التقويم الهجري على الحركة المدارية للقمر (291⁄2 يوما للشهر) (354 يوم للسنة)